# Battaglia di Mingolsheim
La battaglia di Mingolsheim fu combattuta il 27 aprile 1622 nelle vicinanze del villaggio tedesco di Wiesloch, precisamente a Migolsheim (odierna Bad Schönborn), 14 miglia a sud di Heidelberg. Vide coinvolti l'esercito protestante sotto il comando di Ernst von Mansfeld e quello della Lega Cattolica agli ordini del conte di Tilly; le forze protestanti ottennero una vittoria tattica.
All'inizio della primavera del 1621, un gruppo di mercenari protestanti al comando del margravio del Baden, Giorgio Federico di Baden-Durlach, attraversarono il fiume Reno provenienti dall'Alsazia, per riunirsi alle forze protestanti del duca di Mansfeld che operavano nel Palatinato; l'obiettivo di queste due armate era quello di impedire il congiungimento tra le forze della Lega Cattolica già presenti nella regione, sotto il comando del conte di Tilly, ed un forte esercito spagnolo proveniente dai Paesi Bassi, circa 20 000 uomini guidati da Gonzalo de Córdoba.
Tilly, il 27 aprile, si scontrò con la retroguardia delle forze protestanti, e decise di sferrare un assalto; tale attacco ebbe successo fino a quando non intervenne il corpo principale dell'esercito avversario, che riuscì a respingere i cattolici. Tilly si ritirò, ed evitò le forze protestanti congiungendosi con gli spagnoli nel corso del mese stesso; Mansfeld, pur avendo riportato una vittoria tattica, si trovò in gravi difficoltà dal punto di vista strategico, fino all'arrivo da nord dell'esercito protestante di Cristiano di Brunswick. Le due armate si sarebbero nuovamente scontrate, più tardi nello stesso mese, nella battaglia di Wimpfen.